# Mečislovas Gedvilas
Mečislovas Gedvilas (* 19. November 1901 in Bubiai bei Šiauliai; † 15. Februar 1981 in Vilnius) war ein litauischer Politiker, Mitglied der Kommunistischen Partei Litauens (Lietuvos Komunistų Partija) und Vorsitzender des Ministerrates der Litauischen SSR.

## Leben
Nach der Schulausbildung absolvierte er ein Lehramtsstudium, nach dessen Beendigung er von 1923 bis 1927 Lehrer an der Oberrealschule von Palanga war.
1934 trat er der Litauischen Kommunistischen Partei bei. Am 14. Juli 1940 wurde er Abgeordneter der Volksversammlung (Liaudies Seimas), die eine Woche später dem Beitritt Litauens zur Sowjetunion zustimmte. Zu diesem Zeitpunkt war er zugleich auch Volkskommissar für Inneres und danach kurzzeitig Vizepräsident von Liaudies Seimas.
Nach dem Beitritt wurde er am 25. August 1940 Vorsitzender des Rates der Volkskommissare und damit de facto erster Ministerpräsident der Litauischen SSR. Nach der Umbenennung dieses Gremiums am 2. April 1946 war er Vorsitzender des Ministerrates. In seiner Regierungszeit kam es zu einer grundlegenden Sowjetisierung Litauens, was letztlich zur Entnationalisierung der zuvor unabhängigen Republik führte.
Nachfolger als Ministerpräsident wurde am 16. Januar 1956 Motiejus Šumauskas, in dessen Regierung er wie unter Ministerpräsident Juozas Maniūšis bis 1973 Bildungsminister war.